# Wilga (gmina)
Wilga – gmina wiejska w Polsce położona w województwie mazowieckim, w powiecie garwolińskim. W latach 1975–1998 gmina administracyjnie należała do województwa siedleckiego.
Siedziba gminy to Wilga.
Według danych z 30 czerwca 2004 gminę zamieszkiwało 5305 osób. Natomiast według danych z 31 grudnia 2019 roku gminę zamieszkiwało 5278 osób.
Na terenie gminy zlokalizowane jest lądowisko Promnik na terenie obiektu wypoczynkowego Prezydenta RP.

## Struktura powierzchni
Według danych z roku 2002 gmina Wilga ma obszar 119,13 km², w tym:
- użytki rolne: 37%
- użytki leśne: 42%

Gmina stanowi 9,28% powierzchni powiatu.

## Demografia

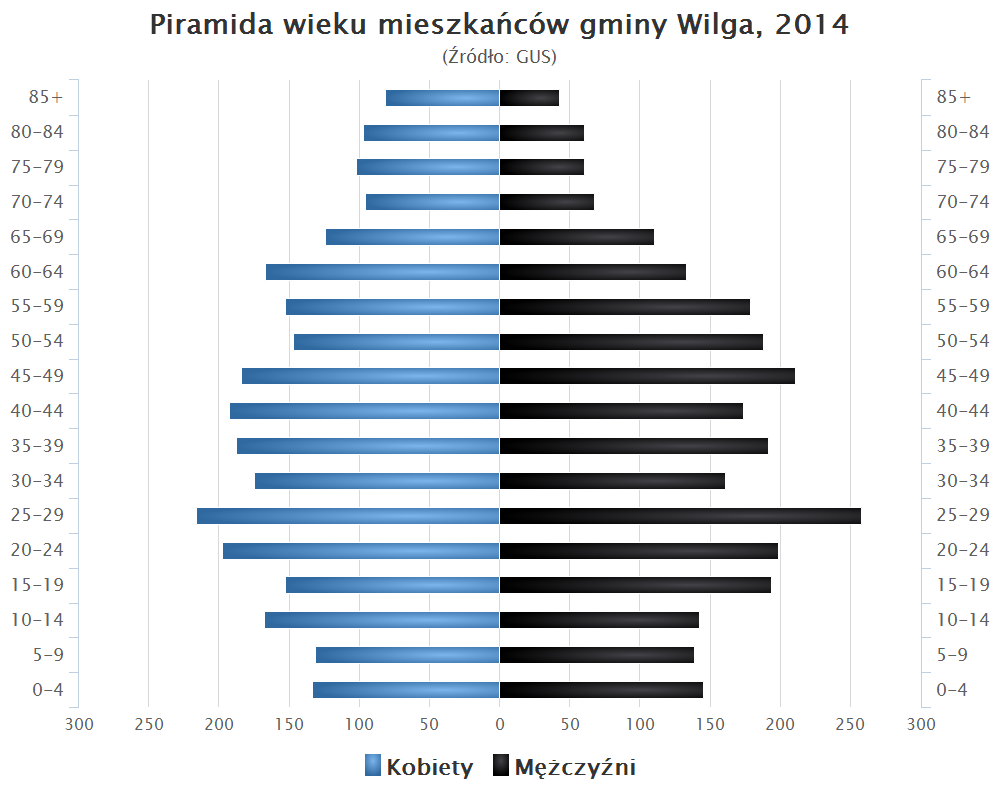
Piramida wieku mieszkańców gminy Wilga w 2014 roku

Dane z 30 czerwca 2004:
| Opis                              | Ogółem | Ogółem | Kobiety | Kobiety | Mężczyźni | Mężczyźni |
| --------------------------------- | ------ | ------ | ------- | ------- | --------- | --------- |
| jednostka                         | osób   | %      | osób    | %       | osób      | %         |
| populacja                         | 5305   | 100    | 2634    | 49,7    | 2671      | 50,3      |
| gęstość zaludnienia (mieszk./km²) | 44,5   | 44,5   | 22,1    | 22,1    | 22,4      | 22,4      |

## Sołectwa
Celejów, Cyganówka, Goźlin Górny, Goźlin Mały, Holendry, Mariańskie Porzecze, Nieciecz, Nowe Podole, Nowy Żabieniec, Osiedle Wilga, Ostrybór, Ruda Tarnowska, Skurcza, Stare Podole, Stary Żabieniec, Tarnów, Trzcianka, Uścieniec-Kolonia, Wicie, Wilga, Wólka Gruszczyńska, Zakrzew.

## Pozostałe miejscowości
Borowina, Malinówka, Olszynka,  Podgórze, Polewicz, Zarzecze (osada leśna), Zarzecze (część wsi).

## Sąsiednie gminy
Garwolin, Łaskarzew, Maciejowice, Magnuszew, Sobienie-Jeziory, Warka